# Шпиталич (Камник)
Шпиталич (словен. Špitalič) — поселення в общині Камник, Осреднєсловенський регіон, Словенія. Висота над рівнем моря: 507,7 м.